# Siatkonoga
Siatkonoga – dyscyplina sportu składająca się z dwóch odmian: futnetu – siatkonogi na niskiej siatce i twardym podłożu i footvolleya – siatkonogi plażowej.
Futnet został zapoczątkowany w Czechach latach 20. XX wieku przez piłkarzy Slavii Praga. Gra ta łączy elementy trzech popularnych gier sportowych – siatkówki, tenisa oraz piłki nożnej.
Gra polega na odbijaniu piłki pomiędzy dwiema drużynami ponad siatką umieszczoną na wysokości 1,1 metra nad ziemią. Odbicia można wykonywać każdą częścią ciała oprócz rąk.
W siatkonodze rozróżnia się trzy konkurencje: grę pojedynczą, grę podwójną i grę w trójkach. W Polsce najpopularniejsze są singiel i debel.
Na świecie siatkonoga nosi nazwę futnet, za jej promocję zaś odpowiada Światowa Federacja Siatkonogi (UNiF), a w Europie (EFTA).
Footvolley to sport zapoczątkowany w Brazylii w 1965 roku przez Octavio de Moraesa. Prym na świecie wiodą Brazylijczycy.
Footvolley rozgrywany jest w wersji: 2x2, 3x3 i 4x4. Najpopularniejsza jest wersja 2x2.
W Polsce za promocję footvolleya odpowiada departament Siatkonoga Polska w SYSKO SportMarketing, a za promocję futnetu Stowarzyszenie Polski Futnet, które w 2021 roku przejęło tę rolę od Siatkonoga Polska. 

## Siatkonoga w Polsce
Aktualnymi (2022) mistrzami Polski w futnet, we wszystkich trzech konkurencjach, są zawodnicy KS Blokers Łódź. W grze pojedynczej zwyciężył Michał Kłosiński, w grze deblowej Michał Kłosiński i Marcin Skrydalewicz, a w grze potrójnej Michał Kłosiński, Marcin Skrydalewicz, Łukasz Fryczak, Mateusz Spochaczyk i Przemysław Kulik. W rozgrywkach kobiecych mistrzyniami Polski również została drużyna KS Blokers Łódź, w składzie Angelika Puchalska, Diana Maciaszczyk, Ewa Tyll i Elżbieta Kluszczyńska.
Pierwsze mistrzostwa Polski w futnet odbyły się w 2005 roku w Zgierzu. Mistrzostwa rozgrywane były w dwóch konkurencjach: grze pojedynczej (singlu) oraz grze podwójnej (deblu). W singlu zwyciężył reprezentant Polski w beach soccer – Paweł Friszkemut ze Sztutowa. Zwycięzcą debla została para Grzegorz Krysiak i Dariusz Matusiak ze Zgierza.
W 2007 roku powołana do życia została reprezentacja Polski w Futnet, która w dniach 16-18 listopada zadebiutowała na mistrzostwach Europy Trenczynie (Słowacja). Polacy zajęli 9 miejsce w grze podwójnej, odnosząc dwa zwycięstwa nad Włochami i Turcją.
W 2008 roku w Nymburku (Czechy), Polacy zadebiutowali w VIII Mistrzostwach Świata w Futnet. W grze pojedynczej Paweł Friszkemut zajął 7 miejsce, natomiast w deblu polska drużyna Paweł Friszkemut/Maciej Piechnik/Tomasz Wojtczyk sklasyfikowana została na 11 miejscu.
W roku 2011 na Korsyce Polacy w składzie Michał Kłosiński, Marcin Skrydalewicz, Arkadiusz Kondraciuk i Łukasz Fryczak zagrali w Mistrzostwach Europy w Futnet.
Polacy w Mistrzostwach Europy w Corte osiągnęli jak dotychczas największy sukces w historii siatkonogi w Polsce zajmując 5 miejsce w deblu (para Michał Kłosiński, Marcin Skrydalewicz) oraz 6 miejsca w singlu (Michał Kłosiński) i trójkach (Skrydalewicz,Kłosiński,Kondraciuk/Fryczak).
W roku 2012, Polska uczestniczyła w Mistrzostwach Świata w futnet w Nymburku, gdzie zajęła ósme miejsce w singlu, dziewiąte w deblu i siódme w grze potrójnej. Polskę na Mistrzostwach Świata reprezentowali Michał Kłosiński, Marcin Skrydalewicz, Arkadiusz Kondraciuk, Łukasz Fryczak i Przemysław Kulik.
W roku 2014 w Mistrzostwach Świata w Brandys nad Łabą (Czechy) reprezentacja Polski zajęła 8 miejsce. Polacy występowali w składzie Michał Kłosiński, Marcin Skrydalewicz, Łukasz Fryczak, Przemysław Kulik i Kamil Bartos.
W międzynarodowych klubowych rozgrywkach Polskę reprezentują Mistrzowie Polski drużyna KS Blokers Łódź. Zespół startuje regularnie w najmocniej obsadzonych turniejach futnetu na świecie, takich jak: Austin Cup, Valach Open, Interliga, Honem Sem i wielu innych.
W roku 2014 drużyna KS Blokers Łódź wystąpiła w UNIF Club World Cup (Klubowych Mistrzostwach Świata w Futnet) w czeskim Brnie i zajęła 5 miejsce ex aequo z Mistrzami Szwajcarii, Kanady i Francji.
W październiku 2021 roku na Mistrzostwach Świata w hiszpańskiej Burrianie reprezentacja Polski kobiet, prowadzona przez trenera Michała Kłosińskiego zajęła 4. miejscae w grze podwójnej i w grze w trójkach oraz 5. miejsce w grze pojedynczej. Polki w Hiszpanii wystąpiły w składzie Aleksandra Kurczewska, Diana Maciaszczyk, Angelika Puchalska, Agnieszka Jarczak i Andżelika Błoch.
W listopadzie 2022 roku na mistrzostwach świata w Pradze reprezentacja Polski mężczyzn zajęła 7. miejsce w grze deblowej (najlepszy wynik w historii polskiej reprezentacji na mistrzostwach świata), 9. miejsce w grze trójkowej, 10. miejsce w grze singlowej. Polacy w Czechach wystąpili w składzie Michał Kłosiński, Marcin Skrydalewicz, Mateusz Śliwka, Mateusz Spochaczyk, Marcin Gębicki.
W październiku 2023 roku na Mistrzostwach Świata w szwajcarskim Fribourgu reprezentacja Polski kobiet zdobyła dla Polski pierwszy, historyczny medal na mistrzostwach świata w tej dyscyplinie. Polki stanęły na podium w grze potrójnej, wygrywając mecz o 3. miejsce z reprezentacją Korei Południowej. W grze podwójnej zajęły 4. miejsce, a w grze pojedynczej 5. miejsce. Polki prowadzone przez trenera Michała Kłosińskiego wystąpiły w składzie Aleksandra Kurczewska, Diana Maciaszczyk, Angelika Puchalska, Agnieszka Jarczak i Andżelika Błoch.